# Ilha Spargi
A ilha Spargi (em italiano:  Isola di Spargi) é uma ilha do arquipélago de La Maddalena, no norte da Sardenha, e nordeste da província de Sassari. 
A ilha está integrada no Parque Nacional de La Maddalena, tem uma área de 4,20 km² (o que a torna na terceira maior do arquipélago) e uma costa de 11 km, sendo o seu ponto mais alto a "punta di Guardia Preposti", a 153 metros de altitude. De geologia granítica, a sua vegetação constitui lar para muitas espécies de aves.

## Galeria

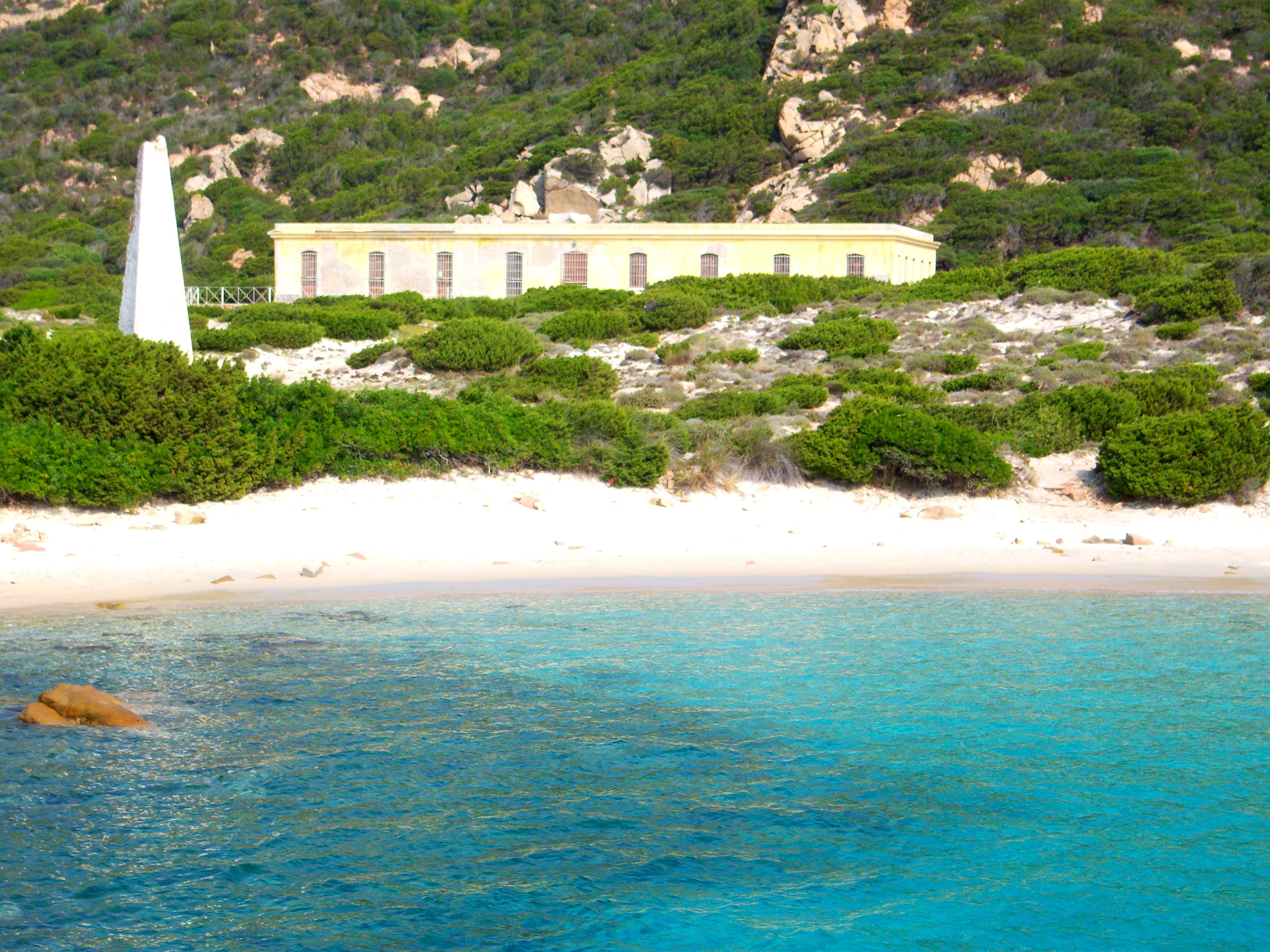
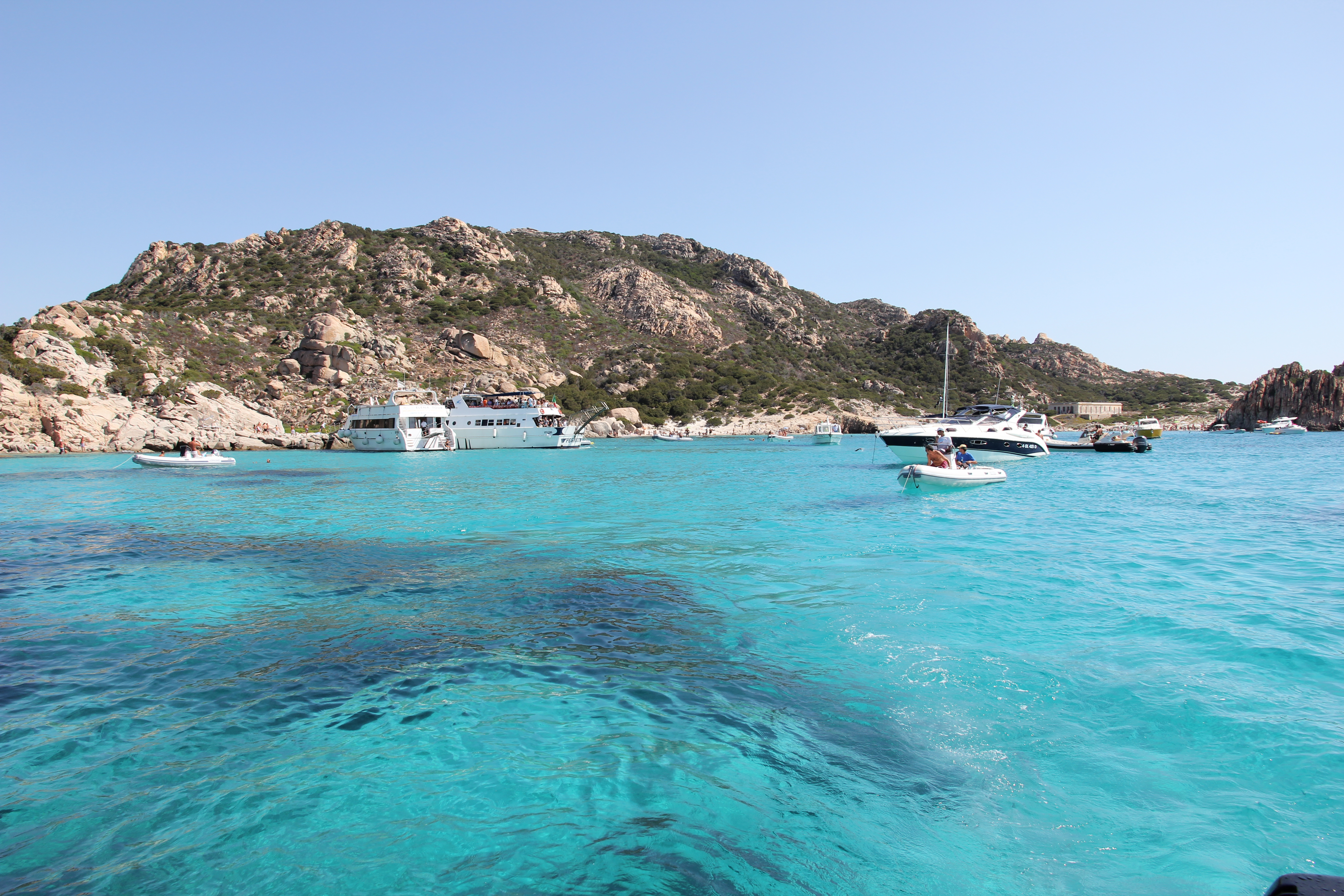
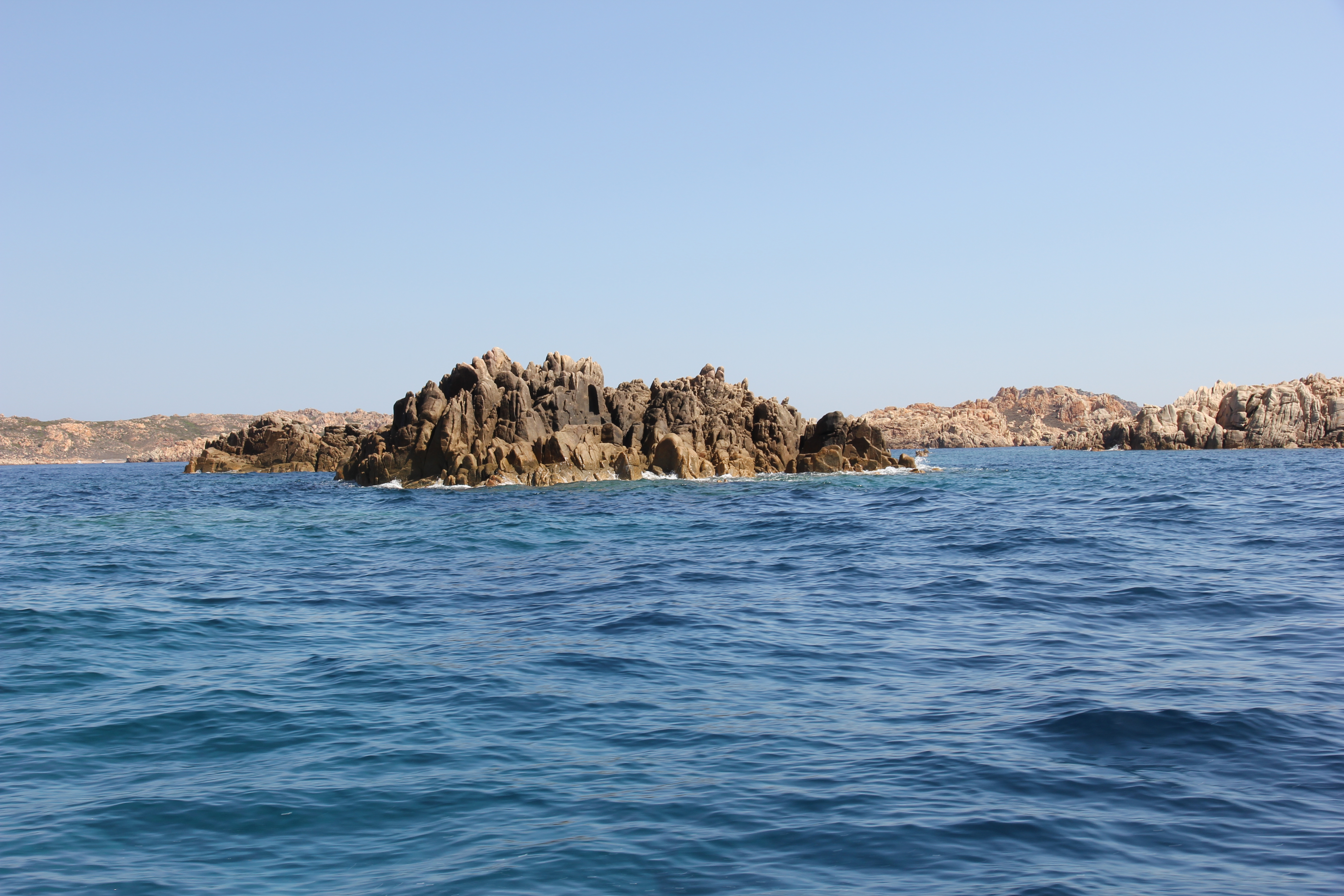
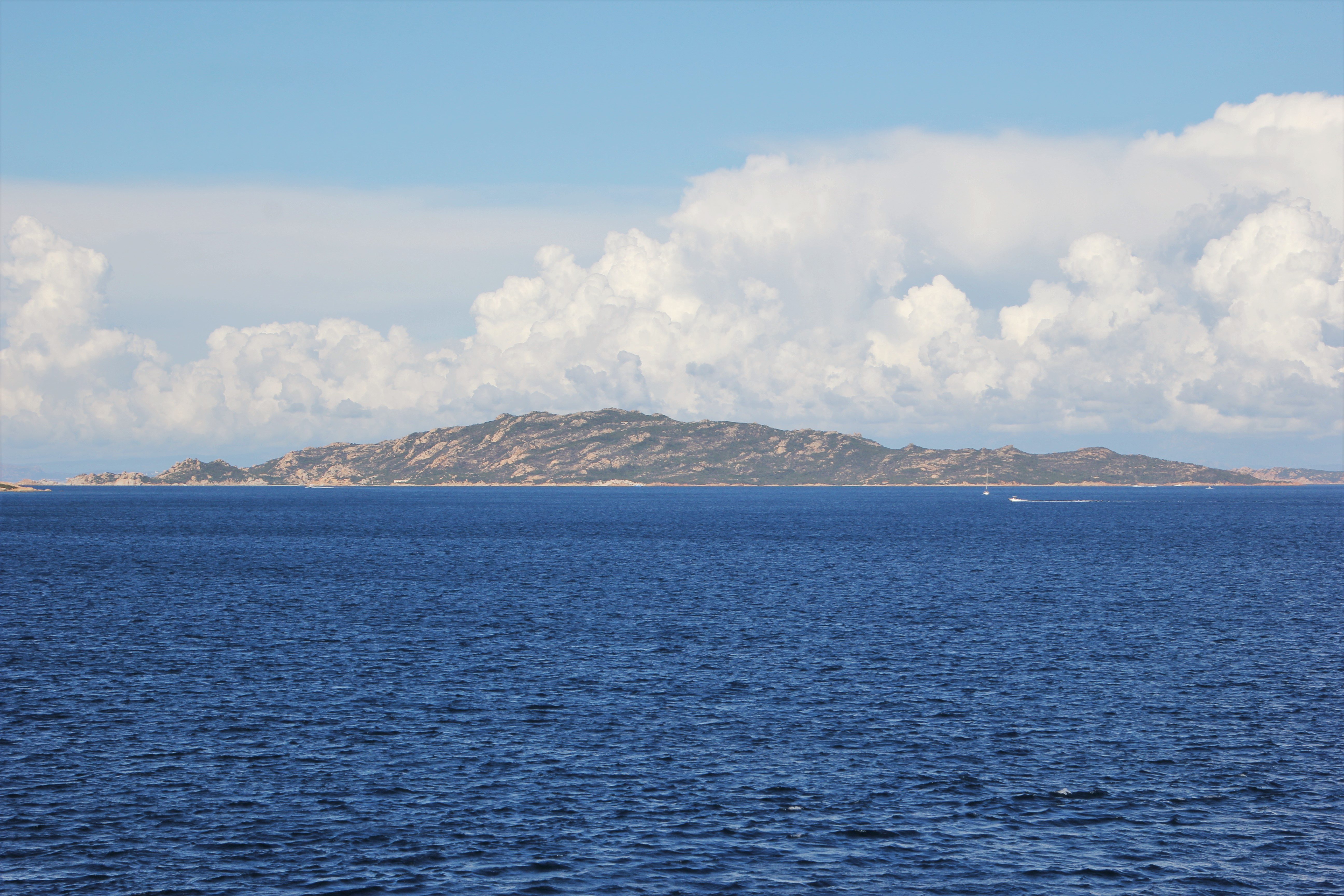

Vistas da ilha Spargi: